# Karlštejn (Berouni járás)
Karlštejn település Csehországban, a Berouni járásban. Karlštejn Vysoký Újezd, Mořina, Srbsko, Korno, Hlásná Třebaň, Liteň és Bubovice településekkel határos. Lakosainak száma 815 fő (2024. január 1.).

## Népesség
A település lakosságának változását az alábbi diagram mutatja:
| Lakosok száma | 780  | 815  | 895  | 1133 | 899  | 745  | 828  | 848  | 844  | 815  |
|               | 1869 | 1890 | 1921 | 1950 | 1980 | 2001 | 2017 | 2019 | 2022 | 2024 |

## Látnivalók
- Karlštejn vára, a világörökség része